# آیسکایا
آیسکایا (انگلیسی: Ayskaya) یک شهرک در شهرستان سالاواتسکی استان باشقیرستان کشور روسیه است.